# Вулиця Головацького (Львів)
Ву́лиця Головацького — вулиця у Залізничному районі міста Львова. Сполучає вулиці Городоцьку та Декарта, утворюючи перехрестя з вулицею Голубовича.

## Історія та назва
Вулиця утворена 1892 року та названа на честь польського селянина, учасника повстання Костюшка 1794 року Бартоша Гловацького. Під час німецької окупації, у 1943—1944 роках вулиця мала назву Могильницькийґассе, названа так на честь українського освітнього та церковного діяча Івана Могильницького. У липні 1944 року вулиці повернена передвоєнна назва — Гловацького. Сучасна назва — вулиця Головацького від 1950 року, на честь українського поета, священика УГКЦ, педагога та громадського діяча, співзасновника об'єднання «Руська трійця» Якова Головацького.

## Забудова
В архітектурному ансамблі вулиці Головацького переважають класицизм, віденська сецесія, польський конструктивізм 1930-х років, а також присутня сучасна забудова 2000-х-2010-х років. На вулиці лише один житловий будинок під № 26, що внесений до реєстру пам'яток архітектури місцевого значення.

### З непарного боку вулиці
№ 5 — триповерхова кам'яниця (колишня адреса — вул. Гловацького, 5), збудована наприкінці XIX століття. У 1900-х роках в будинку містилося єврейське доброчинне товариство «Цорі Ґілва». У 1939 році власниками будинку були Кароліна Ре та Маркус Шор.
№ 7 — триповерхова кам'яниця (колишня адреса — вул. Гловацького, 7), збудована наприкінці XIX століття. У 1897-1915 роках в будинку мешкав український історик, архіваріус, художник та фотограф Франц Ковалишин.
№ 17, 17а — триповерхові кам'яниці (колишня адреса — вул. Гловацького, 17, 17а), збудовані близько 1910 року для адвоката Тадеуша Блізінського та його дружини Ромуальди Вікна другого поверху будинку під № 17а мають стрілчасте неоготичне оздоблення, заповнене рослинним орнаментом, серед якого можна побачити ініціали власника кам'яниці — «ТВ» (пол. Tadeusz Bliziński). У 1930-х роках будинок під № 17 перебував у власності Клавдії та Казимира Кобилянських.
№ 19а — одноповерхова вілла (колишня адреса — вул. Гловацького, 19), збудована наприкінці XIX століття для Йоахіма (Хаїма) Гуттмана, власника складу дерева та вугілля на вулиці Городоцькій. Вілла оздоблена коринфськими пілястрами та іншими скульптурними оздобами у стилі еклектичного історизму. Вілла розташована у подвір'ї будинку під № 19 і нині виконує житлову функцію.
№ 23а — триповерховий колишній адміністративний будинок (колишня адреса — вул. Гловацького, 23), де від 1932 року розташовувалася управа Крайового молочарського союзу «Маслосоюз», а на прилеглій території до середини 1990-х років працювало підприємство з переробки молока (молокозавод). Нині триповерховий колишній адміністративний будинок використовується як офісний центр, а на місці колишнього молокозаводу 2005 року споруджений сучасний житловий комплекс з трьох п'ятиповерхових будинків, яким присвоєно № 23б, 23в, та 23г відповідно.

### З парного боку вулиці
№ 8 — триповерхова кам'яниця (колишня адреса — вул. Гловацького, 8). У міжвоєнний період на першому поверсі будинку містилася цукерня Вахмана. У 1930-х роках будинок перебував у власності Клотильди Гьорле.
№ 26 — триповерхова сецесійна кам'яниця (колишня адреса — вул. Гловацького, 26), збудована 1912 року для адвоката Тадеуша Блізінського. Фасад кам'яниці завершений трикутним фронтоном, оздоблений химерними маскаронами. У 1930-х роках будинок перебував у власності Станіслави Рідльової. Упродовж 1913—1927 років в будинку мешкав львівський скульптор Теобальд Оркасевич. Будинок внесений до реєстру пам'яток архітектури місцевого значення під охоронним № 2086-м.
№ 28/30 — комплекс одноповерхових будиночків (колишня адреса — вул. Гловацького, 30), що належав Вацлаву та Станіславу Гессам. Тут від початку XX століття й до 1935 року працювала пекарня Гессів, від 1935 року й до початку другої світової війни — пекарня «Новизна» Евгеніуша Сохацького. У 1950-х роках тут розташовувалася школа фабрично-заводського навчання. Нині приміщення займає швейне підприємство «Таїсія», що спеціалізується на виготовленні широкого асортименту галантерейних виробів.

### Колишні адреси
- триповерхова кам'яниця (колишня адреса — вул. Гловацького, 15) на розі з нинішньою вулицею Голубовича. На початку XX століття в будинку містилося молодіжне товариство рукоділля імені Станіслава Монюшка[25], у 1913 році в будинку мешкав польський актор театру Едвард Шупеляк-Глинський[pl][26], батько Венчислава Глинського, польського актора театру та кіно. У 1930-х роках будинок під № 15 перебував у власності Клавдії та Казимира Кобилянських[11]. Нині такої адреси не існує, а сам будинок має № 42 та приписаний до вулиці Голубовича.